# Sojuz TM-19
Sojuz TM-19 (ryska: Союз ТM-19) var en flygning i det ryska rymdprogrammet. Flygningen gick till rymdstationen Mir. Farkosten sköts upp med en Sojuz-U2-raket från Kosmodromen i Bajkonur den 1 juli 1994. Den dockade med rymdstationen den 3 juli 1994. 
Den 2 november 1994 lämnade farkosten rymdstationen för att bara minuter senare återigen docka med Kvant-1-modulen, detta gjordes för att testa farkostens dockningssystem.
Farkosten lämnade rymdstationen den 4 november 1994. Några timmar senare återinträdde den i jordens atmosfär och landade i Kazakstan.